# Trüggelbach
Der Trüggelbach ist ein orografisch linkes Nebengewässer der Lutter in Bielefeld in  Nordrhein-Westfalen. Er hat eine Länge von 5,5 km.

## Flussverlauf
Der Trüggelbach entspringt im Süden des Bielefelder Stadtteils Brackwede. Dort entsteht das Gewässer als Abfluss eines Quellteiches, der sich unweit des Brackweder Thyssenkrupp-Werkes in einem Waldstück befindet.

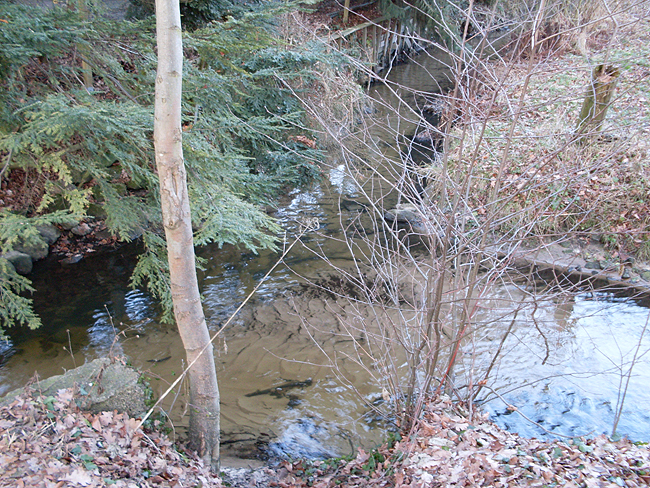
Einmündung des Tüterbaches (oben)

Der Abflachung des Teutoburger Waldes folgend fließt der Trüggelbach in südwestliche Richtung ab, durchzieht zunächst das Naherholungsgebiet am Brackweder See und führt daraufhin am Rande der als Naturschutzgebiet ausgewiesenen Fläche Erlen- und Birkenbruch am Südwestfeld vorbei, bevor er rechtsseitig die Zuflüsse Sunderbach und Tüterbach aufnimmt und sich daraufhin Ummeln zuwendet. Die Ortschaft wird im Süden passiert, hier bildet der Trüggelbach die Grenze des Siedlungsschwerpunktes. Südwestlich von Ummeln mündet der Bach schließlich nach der Durchquerung von Wiesenflächen in die Lutter, welche in die Ems abfließt. Das Gewässer befindet sich während seines gesamten Verlaufs ausschließlich auf dem Gebiet des Brackweder Stadtbezirks, da auch Ummeln diesem als Ortsteil angehört.
Der Trüggelbach überwindet während seiner Fließstrecke einen Höhenunterschied von 35 Metern, somit ergibt sich ein mittleres Sohlgefälle von 6,4 ‰.

## Umwelt
Der Trüggelbach wird im überwiegenden Teil seines Verlaufes der Gewässergüteklasse II zugerechnet und gilt somit als "mäßig belastet", im Oberlauf nahe der Quelle auch als "kritisch belastet" (Güteklasse II-III). Beeinträchtigt wird die Gewässerqualität unter anderem durch den Zufluss des Sunderbaches bzw. durch dessen Zulauf Grippenbach, der unterhalb seines Regenrückhaltebeckens als "sehr stark verschmutzt" eingestuft wird.

## Etymologie
Die Bezeichnung "Trüggel" leitet sich wohl aus dem Wort "Trugloh", also einem trügerischen „Loh“ ab. Der Wald bedeckte ehemals ein breites Sumpfgebiet, welches sich rechts und links des Trüggelbaches entlangzog und wahrscheinlich nur von Ortskundigen zu begehen war.